# Let 93 United Airlines
Let 93 United Airlines je bil redni komercialni let potniškega letala Boeing 757-222 družbe United Airlines, ki so ga 11. septembra 2001 ugrabili terroristi Al Kaide. Med napadom potnikov in posadke, ki so hoteli spet prevzeti nadzor nad letalom, je letalo strmoglavilo na polje blizu Shanksvilla v Pensilvaniji, pri tem pa je umrlo vseh 44 ljudi na krovu, vključno s štirimi ugrabitelji, ki so ugrabili letalo. 
Letalo je vzletelo iz mednarodnega letališča Newark v New Jerseyju in je bilo namenjeno v San Francisco. 46 minut po vzletu so ugrabitelji vdrli v pilotsko kabino, ubili pilota in kopilota ter prevzeli nadzor nad letalom. Eden od ugrabiteljev in izkušen arabski pilot Ziad Jarrah je prevzel nadzor nad letalom, obrnil letalo nazaj proti vzhodni obali ter ga preusmeril v Hišo Ameriškega Kongresa v Washingtonu. 
Po ugrabitvi so potniki začeli telefonirati z prijatelji in družino ter jim povedali informacije o ugrabitvi. Prijatelji in družine so jim povedali za napad na dvojčka WTC-ja in na Pentagon. Veliko potnikov je nato poskušalo ugrabiteljem prevzeti nadzor nad letalom. Med napadom je letalo strmoglavilo na polje blizu Shanksville blizu indijskega jezera in približno 210 km od Hiše Ameriškega Kongresa. Nekaj ljudi je pričalo o strmoglavljenju, v eni uri pa so se že razširile novice o nesreči. 
Izmed štirih ugrabljenih letal 11. septembra (druga tri so bila: American 11, United 175 in American 77), United 93 edino ni doseglo svojega predvidenega cilja. 
Na mestu strmoglavljenja so bili kmalu po napadih postavljeni začasni spomeniki, nekoliko pozneje pa je bil odprt betonsko stekleni za obiskovalce. 

## Ugrabitelji
Med ugrabitelji na letu 93 je bil pilot Ziad Jarrah; njegova naloga je bila pilotirati letalo do tarče in vanjo trčiti. Na letalu so bili tudi trije mišičasti ugrabitelji; njihova naloga je bila vdreti v kabino in obvladovati posadko ter potnike. To so bili: Ahmed al-Nami, Ahmed al-Haznawi in Saeed al-Ghamdi.

## Posadka ter potniki
Na tem letu je ta dan svojo dolžnost opravljajo letalo Boeing 757-222. Na letalu je bilo 33 potnikov, sedem članov posadke in štirje ugrabitelji. Kapitan letala je bil Jason Dahl, prvi častnik LeRoy Homer Jr. in stevardese Lorraine G. Bay, Sandra Bradshaw, Wanda Green, CeeCee Lyles in Deborah Welsh.

## Let
United 93 je vzletel s polurno zamudo iz Newarka šele ob 8:42. Po vzletu je letalo obrnilo nad New Yorkom, ter se poravnalo z destinacijo. Ugrabitelji so pričeli z akcijo ob 9:28. Letali United 175 in American let 11 sta že trčila v WTC, American let 77 pa je bil le 9 minut oddaljen od Pentagona. Ob 9:28:17 je kontrola letenja zaslišala kapitanov klic na pomoč. Pet sekund kasneje se je zaslišalo še: "Na pomoč! Spravite se od tukaj! Spravite se od tukaj!".
Ugrabitelji so zabodli oba pilota, ter ju vrgli iz kabine. Po posnetkih se je izvedelo, da je bil Jason Dahl, še nekaj minut potem, ko so ugrabitelji prevzeli nadzor, živ. Čez osem minut, je Ziad Jarrah dvignil letalo na 12.400 metrov, ter začel obračati proti tarči.
Dve minuti po trku leta 77 v Pentagon, je Jarrah prijel mikrofon, ter rekel potnikom naslednje: "Halo, tukaj je kapitan! Prosim vas, da ostanete na sedežih. Na letalu je bomba in na letališče se vračamo z zahtevami. Le ostanite tiho."
Medtem ko so se ugrabitelji približevali tarči, so potniki govorili s sorodniki na tleh. Ti so jim povedali, za napad na Pentagon in WTC. Odločili so se ugrabiteljem odvzeti nadzor nad letalom.
Ob 9:57 so potniki začeli z napadom. Ko je Ziad izvedel, je usmeril nos proti tlom, ter z letalom ostro zavijal v levo in v desno, da bi potniki izgubili ravnotežje in popadali po tleh. Ob 10:00 je Jarrah spravil letalo v normalen položaj. "Ali končamo tukaj?" je vprašal Saeed. "Ne, ne še! Ko pridejo vsi, bomo končali!" je ukazal Ziad. Ob 10:01 so potniki prišli v kabino. Le nekaj sekund pozneje je Ziad zavpil: "Bog je velik!", ter usmeril letalo proti tlom. Ko so potniki prišli do kontrol so že drveli proti travnikom s hitrostjo 990 km/h. Med padanjem so potniki dosegli krmilo, ter ga poskusili povleči gor. United 93 se je obrnil na glavo ter med vrtenjem strmoglavil ob 10:03:11 v Shanksville v Pensilvaniji.

## Spomin
Potniki, ter posadka na letu United Airlines 93 zdaj veljajo za heroje, ki jim je uspelo preprečiti trk v sedež ameriškega kongresa in s tem preprečiti večjo število žrtev. Na kraju strmoglavljenja zdaj stojijo številni spomeniki, vsako obletnico pa se tja pride poklonit tudi ameriški predsednik.
O dogodkih je bil leta 2006 posnet film United 93 režiserja Paula Greengrassa.